# Exechia pararepanda
Exechia pararepanda är en tvåvingeart som beskrevs av Uwe Kallweit 1995. Exechia pararepanda ingår i släktet Exechia och familjen svampmyggor.
Artens utbredningsområde är Nepal. Inga underarter finns listade i Catalogue of Life.